# Schrankia altivolans
Schrankia altivolans là một loài bướm đêm thuộc họ Erebidae. It occurs in epigean habitats on Kauai, Oahu, Molokai, Lanai, Maui và Hawaii. It also occasionally occurs in caves on at least Maui và Hawaii.
Chiều dài cánh trước là 6–10 mm. Adults và larvae are active throughout the year.
Ấu trùng ăn các loài tree roots, probably of many tree. Larvae occasionally are attracted to rotting mushroom baits used to collect native Drosophila species.